# Imaginarius
Imaginarius ou Festival Internacional de Teatro de Rua de Santa Maria da Feira é um festival de teatro de rua realizado nas ruas de Santa Maria da Feira, e o maior festival de artes de rua de Portugal.
Com um percurso consolidado de mais de uma década na promoção das Artes de Rua em Portugal, o Imaginarius – Festival Internacional de Teatro de Rua continua a ser o palco privilegiado de conceituadas companhias nacionais e internacionais, que escolhem Santa Maria da Feira para apresentar os seus espetáculos, alguns deles em estreia absoluta, tendo contado com a participação de companhias e artistas de reputação mundial como La Fura dels Baus, PanOptikum, Titanik Theatre, Odin Teatret, Royal Deluxe, Leo Bassi, Carlo Boso, Spencer Tunick ou Joana Vasconcelos.

## Edições do Festival
- 2001 - 5 a 15 de Setembro

Companhias em Destaque: Xarxa Teatre, Teatre de l'ull, Ramon Kekvink, Teatro ao Largo, Teatro Ka, Plasticiens Volants, Generik Vapeur, Teatro do Elefante, Joana Grupo de Teatro, Circolando, Sarruga, Walk the Plank, Transe Express, Aerial, Les Comandos Percu
- 2002 - 6 a 14 de Setembro

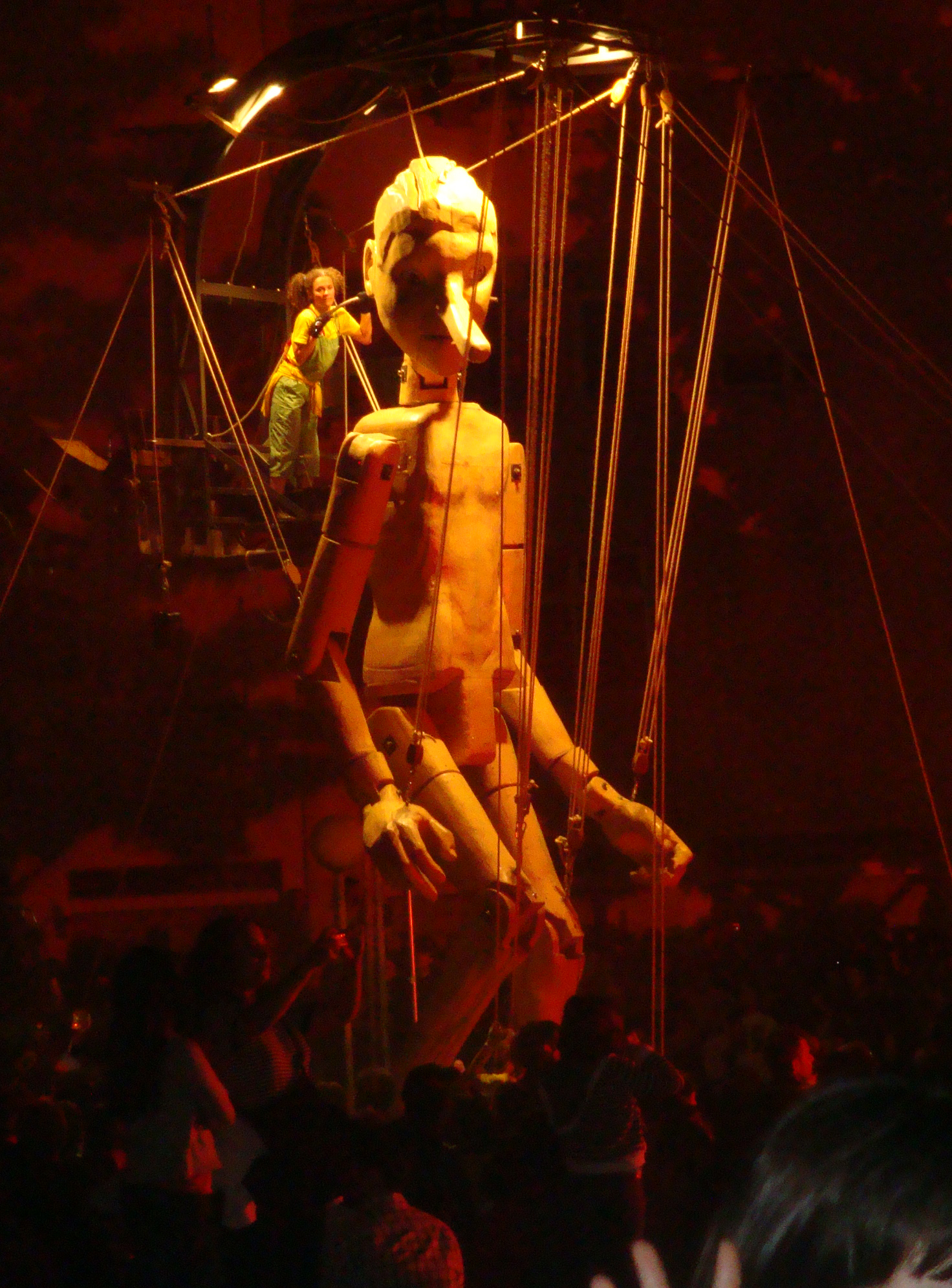
Espectáculo durante o festival em 2009

Companhias em Destaque: Persona, L'Avalot, Bruno Dizien, Pirotecnia Minhota, Métalovoice, Titanick Theatre, Vagalume Teatro, Sol Picó, Strange Fruit, Jo Bithume, Transe Express, The Dream Engine
Exposições de Luca Alinari e Dario Fo (Prémio Nobel da Literatura)
- 2003 - 5 a 14 de Setembro

Companhias em Destaque: Generik Vapeur, Circo da Madrugada & Theatre Oere, Improbable Theatre & The World Famous, Cacahuete, Royal de Luxe, Komplexkapharnaum, Cirque Trottola, Circolando, Teatro Ka, Cie. Dominique Houdart e Jeanne Heuclin, Fundatia Parada di Bucarest, Titanick Theatre, Markeline, Emergency Exit Arts, Pauliteiros de Miranda do Douro, Os Gigantes do Corpus de Xátiva, Bombos e Gigantones de Lousada, Groupe F, Funk Off, Duo Tangorditos, Circo Imperfecto, Circ Panic, Art'Imagem
Espectáculo especial de Manoel de Oliveira
Sessão de Fotografia de Spencer Tunick
- 2004 - 9 a 11 de Junho (Abertura da Festa das Cidades - Euro 2004)

Companhias em Destaque: Royal de Luxe, Teatro do Mar, Persona, Leo Bassi, Walk the Plank, Gravidade Zero, La Salamandre, Pedro Tochas, Zuzucas, Katakló, The Peatbog Fairies
- 2005 - 16 a 19 de Junho

Companhias em Destaque: La Fura dels Baus, Arcipelago Circo Teatro, Tosta Mista, Leo Bassi, Osama el-masry, Les Passengers, Chico Simões, Xarxa Teatre, Vacas de Fogo de Lousada, Fallas de Valencia, Confraria da Fogaça, Tambores de Calandra, Farchie di Fara Filiorum Petri, Falcons de Vilafranca, Trabucaires, St. Patrick's Festival, Grupos de Bombos amigos de caíde de Rei, Festa dei Gigli di Nola, Acquaragia Drom, Gran Maximiliano, Boni, Los Galindos, Teatro Regional da Serra de Montemuro
Integrado nas Comemorações dos 500 anos da Festa das Fogaceiras
Estreia da Exposição "Hardware + Software = Burros" de Olivero Toscani
Colaboração com a AEPGA - Associação para o Estudo do Gado Asinino
Work in Progress de projecto da companhia Persona
- 2006 - 18 a 20 de Maio

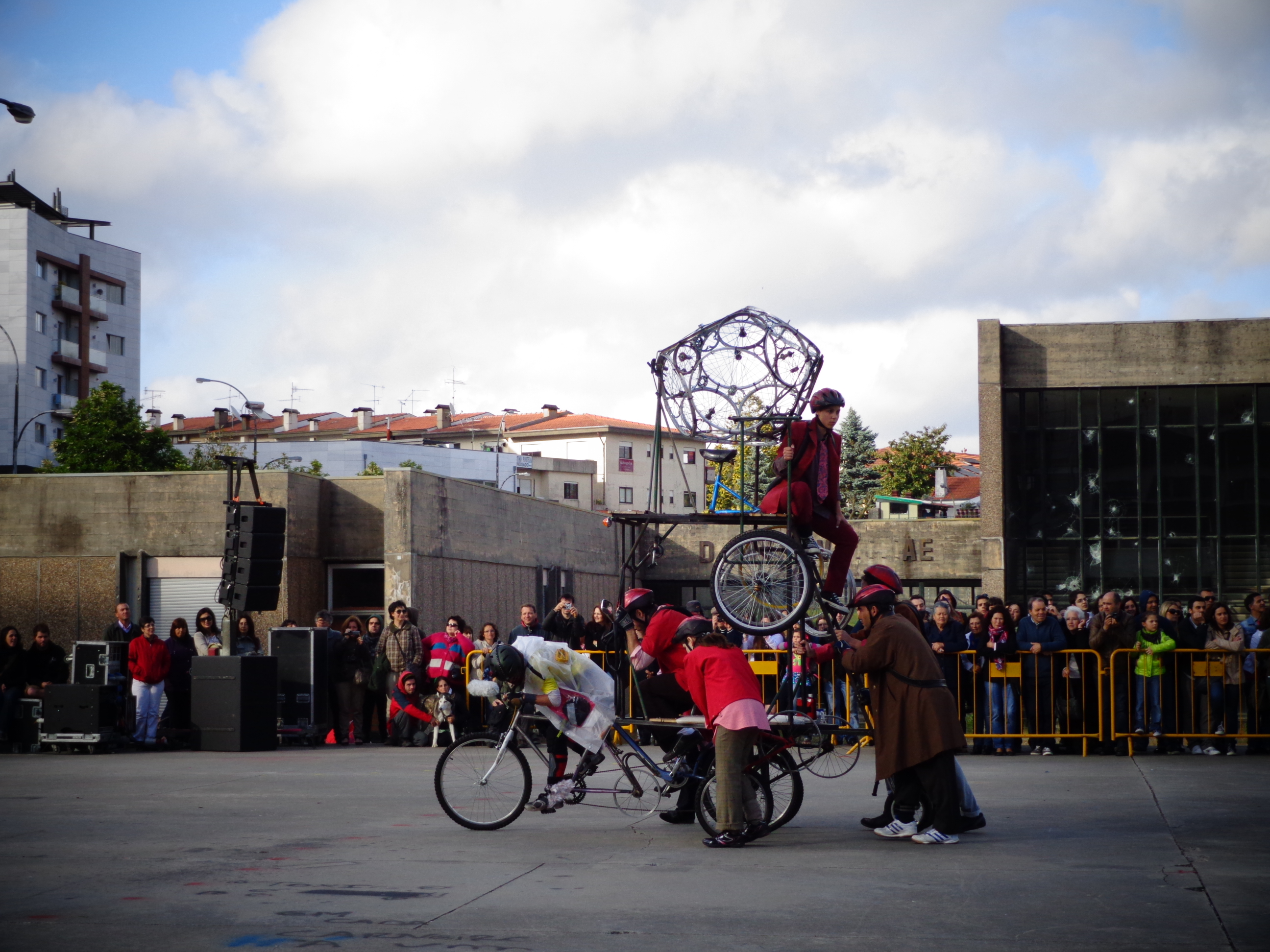
Espectáculo durante o festival em 2013

Companhias em Destaque: Companhia Marimbondo, Homem Estátua, Schoedingers Cat, Bernardo Malabarista, Mila Xavier, Tosta Mista, Leo Cartouche, Ilja Mook, Donato Sartori e Paola Piizzi, Gran Reineta, Pippo Delbono, Cacahuete, Persona & Von Magnet, Amlima, Markeline, Duo du Haut, Antagon, Lous Tchancayers, Les Échasseurs de Namur, Les Balayeurs du Desert
Grande Parada de Rua "Anda Connosco!" - concentração de andas
Projectos paralelos: "Teatro para o Desenvolvimento Comunitário", "O Turno da Noite" - "La Nuit de Musées '06" (Museu do Papel das Terras de Santa Maria)
- 2007 - 17 a 19 de Maio

Companhias em Destaque: Colombaioni, Cacahuete, Dynamogene, Popol, Tatamata Teatro, Ydreams, Batchata, Doedel, Persona, Teatro de la Saca, Teatro o Bando, Circolando, Compagnie Off, Mecanique Vivante & Margarida Guerreiro com Custódio Castelo, Pippo Delbono, Puja!, Boban i Marko Markovic Orkestar
Conferência com Júlio Machado Vaz e Ana Mesquita: "Amor e Casamento"
Exposição Projectada: "O Amor que se Casa"
Instalação de Joana Vasconcelos: "A Donzela"
Instalação Permaente de Zenildo Barreto: "Parque das Árvores Queimadas"
Primeiro espectáculo no futuro Centro de Teatro de Rua Sete Sóis Sete Luas
Projectos Paralelos: "Inclusão pela Arte", "O Imaginário Infantil"
- 2008 - 15 a 17 de Maio

Compahias em Destaque: Royal de Luxe, Remédios do Riso, Théâtre Décalé, Afro Jungle Jeegs, L'ambi T eatro, Markeliñe, Cláudia Borioni e Breno Moroni, Gran Reyneta, Clara Andermatt, Ilotopie, Johan Lorbeer, Kumulus, Enano Free Artist, Chris Lynam, Titanick Theatre, Mamulengo, Voalá!, Malabar 
Concerto de Encerramento: Orquestra di Piazza Vitorio
Instalações: "Anjos… Asas… Bandeiras" de Paulo Neves, "Varina" de Joana Vasconcelos e "Donzela" de Joana Vasconcelos
Exposições: "Spencer Tunick Exhibition" e "O Mamulengo em Mostra"
Inicativas Apoiadas: "Free Hugs" e "A minha rua é o meu palco"
- 2009 - 28 a 31 de Maio

Companhias em Destaque: La Fura dels Baus, Puja!, Les Commandos Percu, Chris Lynam, Circolando, Trigo Limpo - Teatro ACERT, Marionetas de Mandrágora, Titanick
Projectos: Instável Orquestra, Projecto Texturas, Projecto Odin Teatret (Meu Coração Viagem), Projecto Pinóquio (A Fabulosa História de uma Criança chamada Pinóquio)
Instalações: "Importa/Exporte" (FBAUP)
1ª Edição "Mais Imaginarius" - 16 de Maio a 7 de Junho de 2009
- 2010 - 27 a 29 de Maio

Companhias em Destaque: Cie. Off, Clara Andermatt, Cie. des Quidams, Radar 360, All About Dance, David Moreno, Teatro de Marionetas do Porto, Leo Bassi, PIA
Projectos: "Entrado", "A Feliz Idade", "Baralha"
1ª Conferência Internacional "Criação Artística para o Espaço Público"
2ª Edição "Mais Imaginarius"
- 2011 - 19 a 21 de Maio

Companhias em Destaque: KTO Theater, Theater TOL, Dadadang, Circolando, The Dirty Brothers, Orquestra Sinfónica de Jovens de Santa Maria da Feira e All About Dance
Projectos: "Verticalarte"
2ª Conferência Internacional "Criação Artística para o Espaço Público"
3ª Edição "Mais Imaginarius": 18 Projectos Seleccionados
- 2012 - 25 a 27 de Maio

Companhias em Destaque: Pan. Optikum, Grotest Maru, Cirque Hirsute, Xirriquiteula, Projecto EZ, Antwerp Gipsy - Ska Orkestra, Cia. Erva Daninha, Orquestra e Banda Sinfónica de Jovens de Santa Maria da Feira, Orquestra Criativa de Santa Maria da Feira, Marionetas da Feira, Teatro da Serra de Montemuro, Teatro a Quatro e Teatro Bandido, Abelha Acrobática, Teatro de Ferro
Projectos: "Imaginar o Futuro", "Teus Imaginarius Meus"
Criações: Lee Beagley (O Comboio Fantasma), Filipa Francisco (A Viagem), Madalena Victorino (Vale)
4ª Edição "Mais Imaginarius": 21 Projectos Seleccionados (Portugal, Espanha, Argentina, Itália, Líbano)
Conversas Imaginarius: "criação artística, comunidades locais e participação", "especificidades da criação artística no espaço público"
Workshops: Carlo Bosso
2 Exposições e 4 Instalações